# Carl Schering

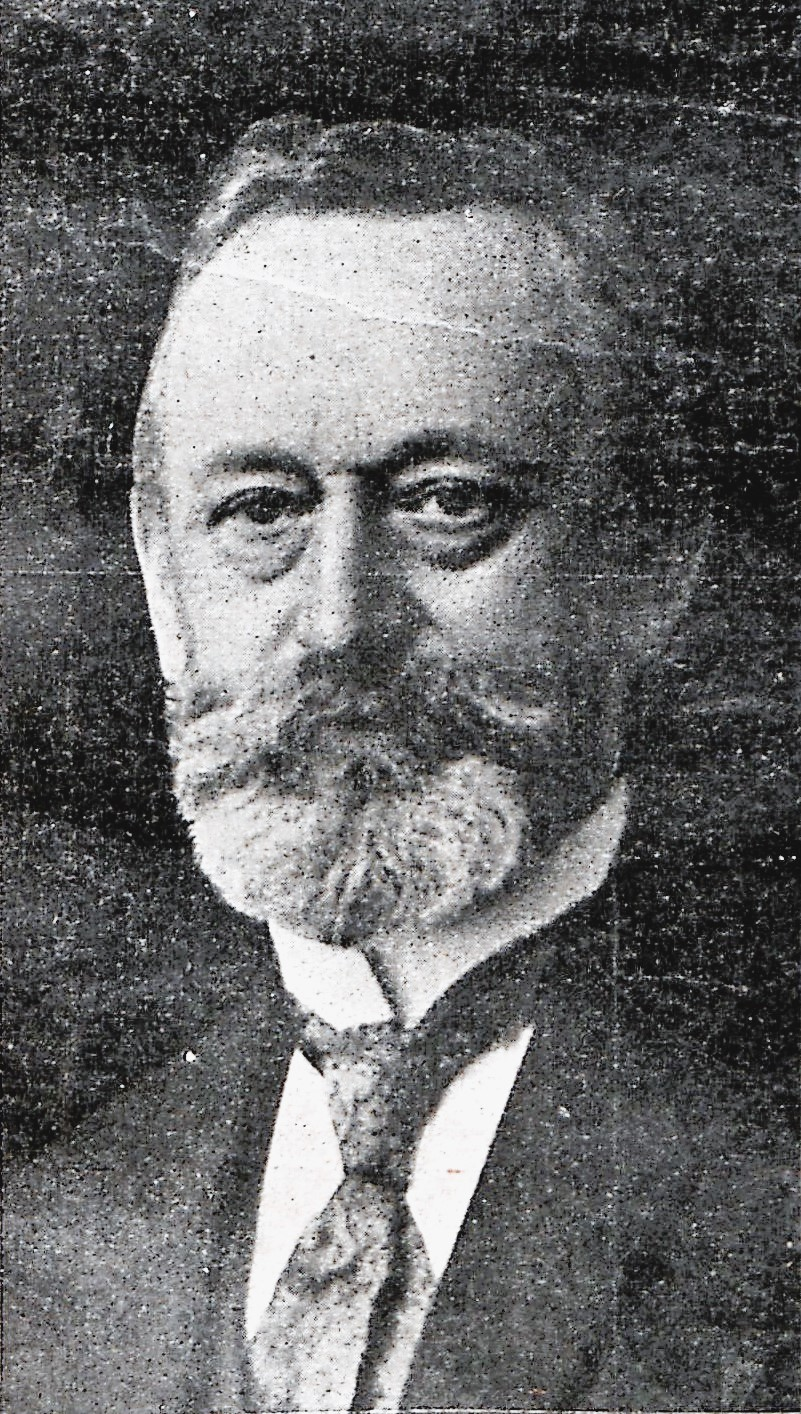
Carl Schering

Carl Heinrich Schering (* 15. Oktober 1865 in Wulfsdorf; † 12. Oktober 1924 in Lübeck) war ein deutscher Rektor, gehörte der Oberschulbehörde an und war Mitglied im Redaktionsausschuss der Lübeckischen Blätter.

## Leben

### Herkunft
Carl stammte aus einer Lehrerfamilie. Sein Vater, Christ. Arend Schering († 1909), war Bezirksschullehrer in Wulfsdorf und trat am 1. Oktober 1889 in den Ruhestand.

### Laufbahn
Schering besuchte die v. Großheimsche Realschule und gehörte dem 18. Kursus (1882–1885) des Lübeckischen Lehrer-Seminars an. Im Anschluss wirkte er dann bis 1893 als Hilfslehrer am Progymnasium von Otto Bussenius. Als solcher war er auch kurzfristig am Katharineum dann der I. Knaben-Mittelschule tätig. Seit dem 1. April 1893 war er Lehrer im Staatsdienst in der zuletzt Lehranstalt, blieb aber auch dem Progymnasium bis zu dessen Auflösung im Jahre 1901 erhalten.
Nachdem Schering sich studienhalber längere Zeit zuerst in Genf und Paris aufgehalten hatte, bestand er 1892 Anfang März in Hannover die Prüfung für Mittelschullehrer. Als Prüfungsfächer hatte er das Lateinische und Französische gewählt. Im Folgejahr nahm er an der am 1. und 2. Mai unter dem Vorsitz des Provinzialschulrates, Geheimrat Adolf Wendtland, in Hannover abgehaltenen Rektoratsprüfung teil. Hierbei wurde ihm die Befähigung zur Leitung mehrklassiger Anstalten und zugleich für Schulen mit mehrsprachigen Unterricht zugesprochen. Die Mittelschulprüfung in fremden Sprachen hatte er ja bereits bestanden.
Als Hilfslehrer Schering wohnte 1885 in der Fischergrube 306, verzog jedoch schon im Jahr darauf in der Breiten Straße 3. Als Staatsbediensteter zog er 1894 in die Vorstadt. In St. Gertrud wohnte er zunächst in Lange Reihe 17 und ab dem 1. April 1899 in der Israelsdorfer Allee 30.
Die fremdsprachige Abteilung des Lübecker Lehrervereins hielt am 3. September 1895 ihre Jahreshauptversammlung ab. Nach dem zweiten Abteilungsjahr, in dem Schering unter anderem einen Vortrag über seinen einstigen Winteraufenthalt in Genf gehalten hatte, wurden er, Ernst Meyer (Organist in der Petrikirche und Lehrer an der gleichnamigen Schule) und Wilhelm Behrends (bis Michaelis Lehrer an der Großheimschen seitdem der I. Knaben-Schule) als Vorstand bestätigt.
1902 zog die Familie in die Sophienstraße 26 der „besseren“ Vorstadt St. Jürgen. Aufgrund seiner umfangreichen Kenntnisse des Französischen bekleidete Schering ab 1903 das Amt eines beeidigten Übersetzers dieser Sprache. Diese Tätigkeit endete zwölf Jahre später mit dem Ausbruch des Ersten Weltkriegs.

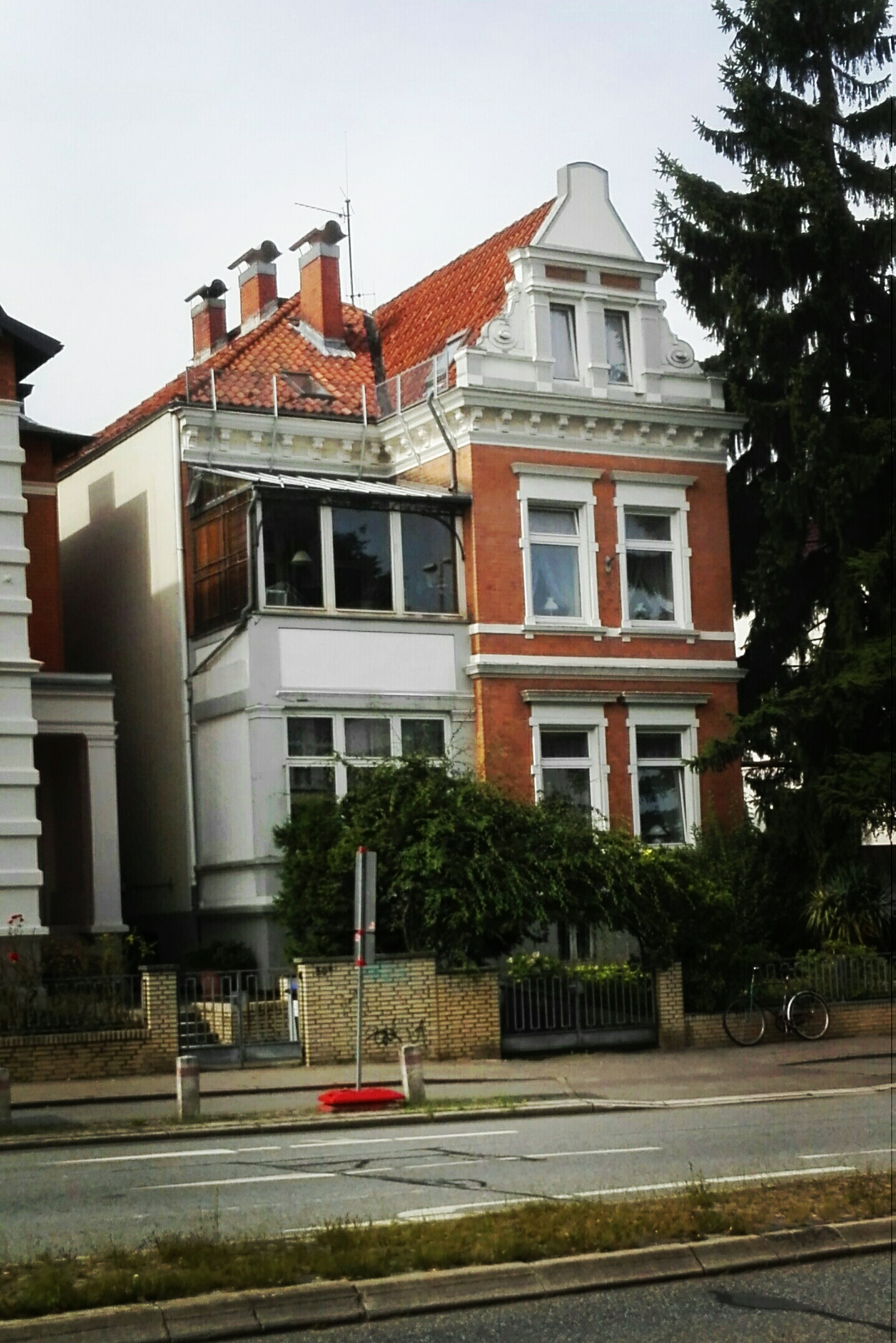
Kronsforder Allee 30

1904 erwarb er von Ad. Schwarz, pensionierter Oberlehrer der Baugewerkschule, die Stadtvilla in der Kronsforder Allee 30 und bezog das Parterre. Im gleichen Jahr ernannte die Oberschulbehörde ihn am 1. Oktober zum Hauptlehrer, Mitglied der Prüfungskommission für die zweite Lehrerprüfung sowie Leiter der Petri-Knabenschule in der Hüxstraße 89. Im Folgejahr wurde ihm die Leitung der Dom-Knabenschule am Domkirchhof 5 übertragen. Zum Hauptlehrer der beiden Filialen der St. Lorenz-Knaben- und Mädchen-Mittelschule in der Schwartauer Allee 44/44a neben St. Matthäi wurde er 1912. Ab 1914 war er Direktor der III. Knaben-Mittelschule und hatte sein Amtszimmer in der Fleischhauerstraße 73. Ostern 1924 wurde die Schule mit der I. Knaben-Mittelschule verschmolzen. Da der Direktor der Letztgenannten, Hermann Gottschalk, zum 1. April 1924 in den Ruhestand trat, wurde Schering zu dessen Nachfolger. Seit Ostern fehlte dieser jedoch krankheitsbedingt.
Nebenamtlich leitete Schering die Militäranwärter- und Kapitulantenschule ab 1919 die Beamtenschule der Ordnungspolizei B.
Seit 1919 war Schering der Oberschulbehörde beigeordnet. Dort gehörte er der Abteilung III, Mittel- und Volksschulen, mit beratender Stimme an.
Der Domgemeinde gehörte Schering im Vorstand und als Armenpfleger an. Er war Verwalter der St. Jürgen-Kapelle.  Im Oktober 1916 sprach ihn Johannes Warncke, dem etwas am Altarbild der Kapelle aufgefallen war, daraufhin an. Dessen Frage, ob ihm oder jemand vom Kirchenvorstand diese Tatsache bekannt wäre, verneinte er. Daraufhin regte Warncke an, das Altarbild abheben zu lassen, um Aufschluss über den alten Altar zu gewinnen. Der Vorschlag wurde in der Kirchenvorstandssitzung im November zur Sprache gebracht. Der Vorstand überwies die Angelegenheit dem in diesen Sachen zuständigen Konservator. Johannes Baltzer ließ sich am 6. Dezember Warnckes Beobachtung zeigen, stimmte dessen Ansicht zu und veranlasste die Freilegung. Der freigelegte gotische Schnitzaltar wurde Mitte Dezember ohne dessen Predella dem St.-Annen-Museum übergeben und dort zu Weihnachten aufgestellt.

### Gesellschaft zur Beförderung gemeinnütziger Tätigkeit
1893 wurde Schering Mitglied der Gesellschaft zur Beförderung gemeinnütziger Tätigkeit. Auf der Versammlung der Gesellschaft am 7. November 1894 nannte deren Direktor, Adolf Brehmer, unter anderem Schering als seit dem Stiftungsfest neu eingetretenes Mitglied.
Auf der Versammlung vom 21. März 1911 wurde Hauptlehrer Schering an Stelle des turnusmäßig ausscheidenden Seminarlehrers Carl Heyck zum Mitglied des Redaktionsausschusses der Lübeckischen Blätter gewählt. 1917 wurde Wilhelm Jannasch als sein Nachfolger an dieser Stelle gewählt.

### Familie

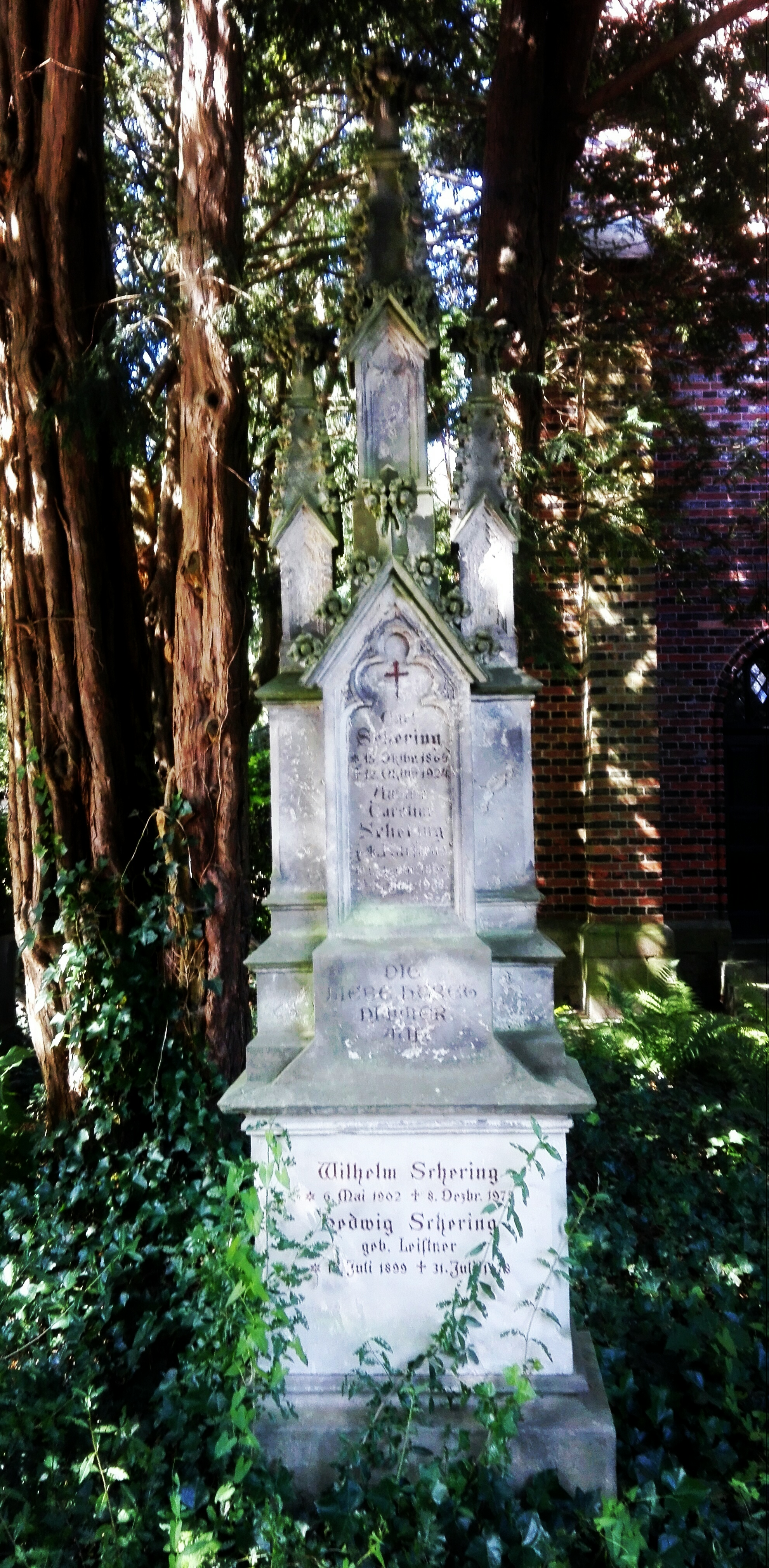

Schering war mit Amalie Caroline, geborene Karstens, (* 1. Dezember 1869 in Lübeck; † 12. Juli 1938 in ebenda.) verheiratet. Aus der Ehe gingen mindestens zwei Kinder hervor.
- Karl-Heinz, Laborant
- Wilhelm, nach dem Krieg bis zur Bundesrepublik Willy, (1902–1979) ⚭  Hedwig, geborene Leistner, (1899–1978)

Nach dem Tode des Vaters bewohnte er, Reisender, mit seiner Mutter bis zu deren Tode die Stadtvilla. Danach zog er zwar aus, blieb aber deren Eigentümer und war als solcher über die Lübecker Marzipanfabrik Minden & Bruhns, deren Prokurist er war, erreichbar.
Im Jahr nach Carls Tod wurde das Haus um eine zweite Etage aufgestockt und mit dem Tode Amelies die Etagenwohnungen geteilt. Der Grabstein des inzwischen aufgelösten Grabes mit dem Spruch „Die Liebe höret nimmer auf“ ist auf dem Burgtorfriedhof unweit der Kapelle erhalten worden.

## Verweise